# Aria Giovanni
Aria Giovanni, född 3 november 1977 i Los Angeles, Kalifornien, är en amerikansk fotomodell, skådespelare och porrskådespelare. Hon har hittills enbart framträtt i mjukpornografi, det vill säga poserat naken och i sexscener tillsammans med andra kvinnor.
Giovanni har studerat vid bland annat University of California i San Diego. Hon har franska, tyska, irländska och jugoslaviska rötter. Hon var herrtidningen Penthouses "Pet of the Month" i september 2000.